# Вітторіо Мессорі

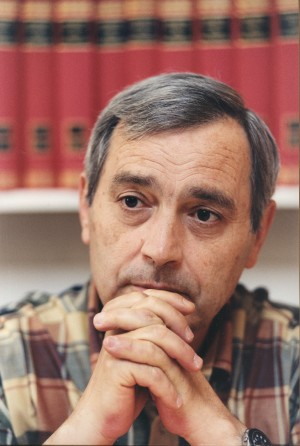
Вітторіо Мессорі, 2004 рік

Вітторіо Мессорі (16 квітня 1941, Сассуоло) — римо-католицький письменник і журналіст з Італії.  

## Біографія
Вітторіо Мессорі народився в антиклерикальній, агностичній сім'ї з Емілії-Романьї. Його батько Енцо Мессорі був  письменником, автором віршів на моденському діалекті. Енцо Мессорі був солдатом під Муссоліні, проходив навчання в Німеччині, а потім воював у П'ємонтних Альпах проти підрозділів під командуванням де Голля. Вітторіо навчався у школі, до якої традиційно  ліберальні сім'ї Турину відправляли своїх дітей. Потім він вивчав політологію в Університеті Турину і закінчив навчання в 1965 році дисертацією на тему з історії Рисоріменто. Він дружив з інтелектуалами, такими як історик Луїджі Фірпо (1915-1989) та філософ Норберто Боббіо. 
У 1964 році Вітторіо перейшов у католицизм, згідно з його власними твердженнями після того, як інтенсивно читав Паскаль та Євангелії . З 1966 по 1967 рік проживав в Ассізі, де проходив курси в Інституті Pro Civitate Christiana. У 1968 році повернувся в Турин, щоб працювати журналістом. Він став видавцем,,працював у редакції, але незабаром був призначений керівником поліграфічної компанії (Ufficio Stampa). З 1986 по 1992 рік він писав колонку два рази в тиждень в католицькій щоденній газеті під назвою Vivaio. З 1992 року він регулярно пише для Corriere della Sera. 
Мессорі одружився  з журналісткою Розанною Брічетті Мессорі у 1972 році. Шлюб був скасований Ватиканом після багаторічного розслідування. Мессорі зустрів Розанну Брічетті незабаром після навернення під час навчання в Ассізі.  Мессорі живуть у Десенцано-дель-Гарда.

## Творчість
Його книга Ipotesi su Gesù (Утілився). Хто був Ісусом?), яку він написав у 1964 році після свого навернення до католицизму та опублікував у 1976 році, стала  бестселером в Італії та  перекладена  багатьма мовами. 
.У 1975 році Мессорі запропонував SEI рукопис своєї першої книги «Ipotesi su Gesú», яка була опублікована в 1978 році під заголовком «Менш сейн. Хто був Ісус?   Книга є результатом його десятирічного вивчення історії християнства, яке розпочалося з його перебування в Ассізі. У 1976 році книга вийшла простим макетом у тиражі 3000 примірників, який був проданий за дуже короткий час, як і наступні перевидання. У 1980-х роках видавець продавав до 30 000 примірників на рік.  У  2007 році видавець продав лише півтора мільйона примірників лише в Італії.Ця книга була найбільш проданою та перекладеною книгою в Італії після Другої світової війни.  Це була перша книга, видана католицьким видавцем, яка регулярно займала місця в  списку бестселерів.   
У своїй книзі Мессорі досліджує три гіпотези про існування Ісуса : Критична гіпотеза - передбачає, що Ісус жив, але лише згодом був піднесений до статусу Сина Божого / Бога / Відкупителя людства тощо. Міфічна гіпотеза передбачає, що Ісус ніколи не жив як людина, але це типова міфологізація . Нарешті, третя гіпотеза, гіпотеза віри, приймає, що події, розказані в Новому Завіті, по суті відбулися як повідомлялося. 

### Стан віри

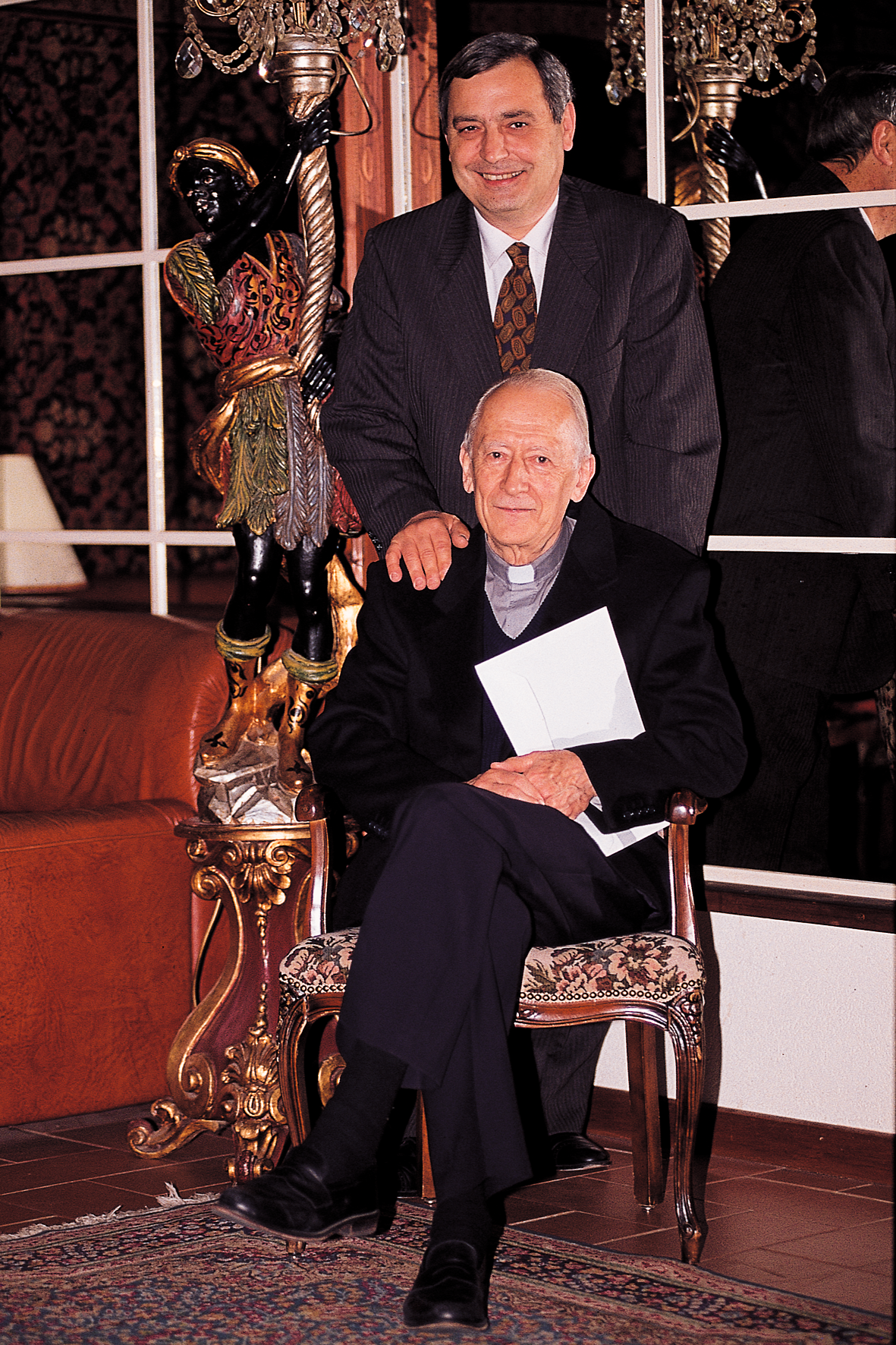
Вітторіо Мессорі з Рене Лорентіном

"Про ситуацію віри "- стенограма інтерв'ю, яке Мессорі провів із тодішнім префектом Конгрегації доктрини віри Йозефом кардиналом Ратцынгером у Бріксені, і яке було опубліковано в 1985 році. Переговори, що тривали три дні, проходили напередодні 2-х Надзвичайних Генеральних зборів у листопаді / грудні 1985 р. "20-а Річниця завершення II. Ватиканського собору». У розмові Ратцінгер сформулював ключові позиції щодо екуменізму, причин кризи віри, літургії та ІІ Ватиканського Собору . У тексті, який  сприймався як критика Собору, Ратцінгер звертається до низки тем від Католицької Церкви, від Христології до Маріології, моральної теології та еклезіології до ангелів та уявлень про особисте існування Сатани .  Цільова група книги була не академічно-богословською, а  освіченою читацькою аудиторією в Італії. 
Книга була перекладена  декількома мовами і стала бестселером  італійською, іспанською та німецькою мовами. Тираж у США був півмільйона. Німецький журнал Der Spiegel назвав книгу "войовничим документом церковної реставрації" та "[...] прогулянкою через майже всі церковні тематичні області, завдяки чому ніде реально не можна розділити, що стосується імплементації Ради та її труднощів. Однак його постсоціальна критика держави є дуже чіткою: однобічна орієнтація на церкву». 

## Нагороди
- 2000 р .: Орден Ізабел-ла-Католіки [8]

## Вибрані твори
- Ipotesi su Gesù . Società Editrice Internazionale, Турин 1976 (розширена нова редакція 2001, ISBN 88-05-05867-X )

Стати людиною. Хто був Ісусом Переклав Гельмут Маховець. Видавництво «Штирія», Грац, 1978
- Раппорто сулла Феде . Edizioni San Paolo, Cinisello Balsamo 1985, ISBN 978-88-04-37807-5

Ситуація віри. Інтерв'ю з кардиналом Джозефом Ратцынгером . Verlag Neue Stadt, Мюнхен / Цюрих / Відень 1985, ISBN 978-3-87996180-1
- Opus Dei. Невигаданий. Мондадорі, Мілан 1994, ISBN 88-04-37411-X

"Падіння" Opus Dei. З післямовою Джузеппе Романо. Переклад: Сігрід Шпат. Гофманн і Кампе, Гамбург 1995, ISBN 3-92827242-X
- Патто сотто Понціо Пілато? Un'indagine sulla passione e morte di Gesù. Società Editrice Internazionale, Турин 1992, ISBN 88-05-05295-7

Страждав від Понтія Пілата. Розслідування страждань та смерті Ісуса. Адамас Верлаг, Кельн 1997, ISBN 978-3-92574672-7
- З Мішеле Брамбіллою: Qualche ragione per credere . Мондадорі, Мілан 1997, ISBN 88-04-41785-4 .

Віруючий має рацію . Sankt Ulrich Verlag, Augsburg 2001, ISBN 978-3-929246-57-5
- Il Mistero di Torino. Через ipotesi su una capitale incompresa . Мондадорі, Мілан 2005, ISBN 978-88-0454785-3